# シュブーン
「シュブーン」 (Sh-Boom) は、歌詞冒頭の一句から「Life Could Be a Dream」という別名でも知られる、初期のドゥーワップの歌。R&Bのボーカル・グループ、ザ・コーズのメンバーだったジェームズ・カイズ (James Keyes)、クロード・フィースター (Claude Feaster)、カール・フィースター (Carl Feaster)、フロイド・F・マクレア (Floyd F. McRae)、ジェームズ・エドワーズ (James Edwards) の共作として、1954年に発表された。最初に録音したザ・コーズのレコードと、シュブーンのカバー盤の両方が、この年にトップ10入りするヒットとなった。

## 歴史
この歌は、アトランティック・レコード傘下のキャット・レコード (Cat Records) のために、ザ・コーズが1954年3月15日に最初の録音をして、彼らにとっての唯一のヒット作となった。「シュブーン」は、『ビルボード』誌のR&Bチャートで2位まで上昇し、ポップ・チャートでも最高9位に達した。この曲は、R&Bチャートに対置されていたポップ・チャートのトップ10入りを果たした、最初のドゥーワップ、あるいは、ロックンロールのレコードであると見なされることがある。このザ・コーズ盤は、『ローリング・ストーン』誌が選んだオールタイム・グレイテスト・ソング500において、このグループの曲として唯一のエントリーとして215位にランクされた。
より伝統的なポップらしいバージョンを作ったのは、マーキュリー・レコードが出したクルー・カッツ (The Crew-Cuts) で、『ビルボード』誌のチャートで、1954年の8月から9月にかけて9週にわたって首位を守った。このシングルがチャート入りしたのは1954年7月30日で、以降20週にわたってチャートにとどまった。クルー・カッツは、エド・サリヴァンの番組『トースト・オブ・ザ・タウン』（『エド・サリヴァン・ショー』の前身）の1954年12月12日の放送に出演し、この歌を披露した。（ザ・コーズとクルー・カッツの）両バージョンのレコード売り上げを合算してチャートを作成していた『キャッシュボックス』誌のレコード売り上げチャートでも、この歌は首位となった。

## その他の録音
ケン・マッキントッシュとその楽団 (Ken Mackintosh and His Orchestra)（歌はザ・マクパイズ (The Mackpies)）による録音は、1954年8月7日にロンドンで行なわれた。この盤はEMIのHis Master's Voice レーベルからカタログ番号#10698でリリースされた。イギリスのドゥーワップ・リバイバリストであるダーツ (Darts) は、1970年代末に「シュブーン」を、ゆったりとしてテンポで録音した。この録音は、1980年に英国チャートで48位まで上昇した、このグループにとって最後のチャート入りのヒットとなったシングル盤にB面に収められた。
「シュブーン」を最も数多く録音したグループは、おそらく、ハーヴァード大学の男声アカペラ・グループであるハーヴァード・ディン・アンド・トニックス (Harvard Din & Tonics) で、彼らは13枚のアルバムのうち12枚に、この曲を録音し直して収録している。1979年に最初に録音した、クルー・カッツのスタイルを模した演奏が評判となったので、彼らは自分たちを象徴する持ち歌として「シュブーン」をすべてのコンサートで取り上げるようになり、米国内外におけるツアーで、同大学出身者みんなをステージに上げてこの曲を演奏するようになっている。
フリートウッズ (the Fleetwoods) もこの曲のカバーを発表している。子ども向けのエンターテナーとして知られるシャロン・ロイス・アンド・ブラム (Sharon, Lois & Bram) は、1995年のアルバム『Let's Dance!』で、この曲をカバーしている。ウォトキン・テューダー・ジョーンズ (Watkin Tudor Jones) は、2001年のアルバム『Memoirs Of A Clone』で、この曲をカバーしている。イギリスのドゥーワップ・グループ、ジ・オーヴァートーンズ (the Overtones) は、2010年のアルバム『Good Ol' Fashioned Love』で、この曲をカバーしている。
日本では、シャネルズ（後のラッツ&スター）がカバーし、1980年5月21日に発売されたアルバム「Mr.ブラック」に収録された。

## 大衆文化の中で
この曲は映画『殺人ゲームへの招待』（一部の音声版のみ）、テレビドラマ『ハッピーデイズ』（一部の音声版のみ）、映画『リバティ・ハイツ』（1999年）、ジョニー・デップ主演の映画『クライ・ベイビー』（1990年）、テレビドラマ『Two of Us』、映画『ロードハウス/孤独の街』（1989年）、テレビのミニシリーズ『Lipstick on Your Collar』（1993年）などに使われている。HBOのミニシリーズ『フロム・ジ・アース/人類、月に立つ』（1998年）や、映画『アトランティスのこころ』（2001年）でも短く聞かれる。ディズニー・ピクサー映画『カーズ』（2006年）では、長い録音が用いられ、ディズニー・カリフォルニア・アドベンチャーでは、新設されたカーズランド (Cars Land) で行なわれる夜のネオン・ライトのセレモニーでこの曲が使われるようになった。また、2011年の映画『イルカと少年』でも、この曲が聞かれる。
テレビゲーム『デストロイ オール ヒューマンズ!』では、（ジャンキーXLによる）この曲のリミックスが使用されている。ニューヨークのテレビ・パーソナリティであったクレイ・コール (Clay Cole) は、ロックンロールとテレビ生放送の草創期についての回顧録を書いて、『Sh-Boom! The Explosion of Rock 'n' Roll (1953-1968)』（「シュブーン! ロックンロールの爆発」の意）と書名を付けて Morgan James Books から出版した。「シュブーン」はスタン・フリーバーグ (Stan Freberg) によってパロディのレコードが作られた。1954年10月31日のジャック・ベニー (Jack Benny) のラジオ番組では、タバコのラッキーストライクの歌う広告でスポーツメン・カルテット (the Sportsmen Quartet) によるパロディが流れた。芸人ロニー・ゴールデン (Ronnie Golden) は、イギリスのテロリスト、リチャード・リード (Richard Reid) のことを取り上げた「シュー・ボンブ (Shoe Bomb)」（「靴爆弾」の意）というパロディを作った。この曲は、テレビゲーム『Mafia 2』（2010年）の中でも聞かれる。2002年に放送された、プジョー・206CCのテレビコマーシャルでもこの曲が使われていた。